# АСКО
Асоциацията на специалистите по комуникации в общините (АСКО) е доброволно сдружение с идеална цел на професионална основа на специалистите по връзки с обществеността на органите за местно самоуправление в Република България. 
АСКО е независима, неправителствена, неполитическа и нестопанска организация и в дейността си се ръководи от принципите на Конституциятa на Република България, Закона за юридическите лица с нестопанска цел и разпоредбите на действащото законодателство.

## Стратегическа цел
Да обедини специалистите по връзки с обществеността в общините, да съдейства за повишаване на професионалната им квалификация и утвърждаването им като професионалисти, които работят за прозрачност на управлението, стимулиране на гражданското участие в местното самоуправление и издигане имиджа на българските общини.

## Приоритети
- Издигане общественото признание на професията чрез цялостната дейност на АСКО и отстояване интересите на своите членове пред органите на законодателната и изпълнителната власт. [1]
- Институционално укрепване и разширяване на членския състав/
- Подпомагане професионалното развитие и създаване условия за обучение, обмяна на успешни практики и участие в работни групи като експерти и други инициативи/ [2]
- Изучаване и разпространяване на опита в областта на масовите комуникации на водещи държави, организации и общини.
- Партньорство със сродни национални и международни организации.
- Разширяване и повишаване качеството на предлаганите услуги за членовете на АСКО [3] и външни организации.
- Подпомагане дейността на местните власти във връзка с утвърждаване прозрачност на управлението, широко гражданско участие, ефективни връзки с медиите и създаване на партньорства.

Асоциацията има дългосрочна стратегия за развитие и се утвърждава като организация, в която се създават и укрепват висококвалифицирани специалисти по връзки с обществеността в местното самоуправление, използва се потенциалът от професионалисти, натрупаният опит от предишни мандати и се оказва необходимата експертна помощ на общините за насърчаване на гражданското участие, осъществяване на прозрачност в управлението за подпомагане процеса на създаване на гражданско общество .
Специалистите по връзки с обществеността, обединени в Асоциацията на специалистите по комуникации в общините в Република България, отчитат, че упражняват професия, която налага да контактуват с много хора и им дава възможност да влияят на общественото мнение. Това изисква дейността им да бъде подчинена на регламентирани морални норми на професионално поведение. През 2003 г. АСКО прие Етичен кодекс , който се спазва от членовете на Асоциацията и няма разгледани случаи на поведение, уронващо престижа на професията.